# ساوت ماسکهام
ساوت ماسکهام (به انگلیسی: South Muskham) یک محله مدنی و روستا در بریتانیا است که در نیوارک و شروود واقع شده‌است. ساوت ماسکهام ۴۹۴ نفر جمعیت دارد.